# Men in Black (série télévisée d'animation)
Pour les articles homonymes, voir Men in Black.
Men in Black (Men in Black: The Series) est une série télévisée d'animation et de science-fiction américaine en 53 épisodes de 23 minutes, créée par les studios Amblin Entertainment et Adelaide Productions d'après le monde imaginaire Men in Black et diffusée entre le 11 octobre 1997 et le 30 juin 2001 dans le bloc de programmation Kids' WB.
En France, la série a été diffusée à partir du 16 septembre 1998 sur M6 dans M6 Kid, et rediffusée depuis le 20 mai 2012 sur France 4 à l'occasion de la sortie au cinéma de Men in Black 3.

## Synopsis
L'agent J est maintenant membre du MIB et fait équipe avec l'agent K. Sa mission est donc de s'occuper de l'activité extraterrestre et de cacher cette réalité aux humains.

## Conception visuelle
L'aspect visuel des personnages de la série est dû à l'illustrateur et auteur de bandes dessinées espagnol Miguelanxo Prado. Il a aussi contribué à la série en tant qu'assistant réalisateur. Son style est clairement reconnaissable dans les visages des personnages, en particulier dans le générique de début.

## Distribution

### Voix originales
- Keith Diamond : l'agent J
- Ed O'Ross (saison 1), Gregg Berger (saisons 2 à 4) : l'agent K
- Jennifer Martin (saison 4) : l'agent L
- Charles Napier : l'agent Z (Zed en VO)
- Eddie Barth : Frank le chien (Frank the Pug en VO)
- Tony Shalhoub (quelques épisodes) puis Billy West : Jack Jeebs
- Patrick Pinney et Pat Fraley : les vers
- Pat Pinney et Pat Fraley : les jumeaux Idikiukup et Bob
- David Warner : Alpha
- Beth Broderick : Aileen
- Sherman Howard : Buzzard
- Rino Romano : Troy the Symbiote
- Vincent D'Onofrio : Edwin the Bug
- Mary Kay Bergman : Queen Bug
- Steve Kehela : Dr Zeeltor
- Adam Baldwin : l'agent X

### Voix françaises
- Greg Germain : l'agent J
- Claude Giraud : K
- Gérard Hernandez : Jeebs
- Bernard Dhéran : Alpha
- Patrick Préjean : Troy le symbiote (1re voix), Jeebs
- Marc Perez : Troy le symbiote (2e voix)
- Henri Djanik : Frank, le chien
- Jacques Ciron : Dirndl, Ministre Tarkan
- Hervé Bellon : Agent X
- Juliette Degenne : Agent L
- Jacques Deschamps : Agent Z
- Michel Barbey : Buzzard
- Josiane Pinson : Aileen
- Marc Alfos : Drekk (1re voix)
- Michel Vigné : Drekk (2e voix)
- José Luccioni : Docteur Zeeltor
- Bruno Dubernat, Catherine Hamilty, Jean-Pierre Rigaux, Lionel Henry : voix additionnelles

## Épisodes

### Première saison (1997-1998)
1. L'Affaire des crustacés de l'espace (The Long So-Long Syndrome)
2. L'Affaire du mercenaire intergalactique (The Buzzard Syndrome)
3. L'Affaire du chien extraterrestre (The Irritable Bow-Wow Syndrome)
4. L'Affaire Alpha (The Alpha Syndrome)
5. L'Affaire de la conférence au sommet (The Undercover Syndrome)
6. L'Affaire du neurolaser (The Neuralizer Syndrome)
7. L'Affaire des millicrons (The Symbiote Syndrome)
8. L'Affaire de l'inanimé (The Inanimate Syndrome)
9. L'Affaire des essences mêlées (The Psychic Link Syndrome)
10. L'Affaire des fondateurs (The Head Trip Syndrome)
11. L'Affaire du rêve de J (The Elle of My Dreams Syndrome)
12. L'Affaire du paradis terrien (The I Married an Alien Syndrome)
13. L'Affaire de l'évasion fracassante (The Take No Prisoners Syndrome)

### Deuxième saison (1998-1999)
1. L'Affaire du rayon vert (The Little Big Man Syndrome)
2. L'Affaire des clones de J (The Quick Clone Syndrome)
3. L'Affaire du symbiote (The Heads You Lose Syndrome)
4. L'Affaire de l'évadé (The Dog Eat Dog Syndrome)
5. L'Affaire de la vengeance des punaises (The Big Bad Bug Syndrome)
6. L'Affaire Jack la lanterne (The Jack O'Lantern Syndrome)
7. L'Affaire de la voix fatale (The Sonic Boom Syndrome)
8. L'Affaire du sérum de vérité (The Bad Seed Syndrome)
9. L'Affaire de la formule de croissance (The Fmall Fmall World Syndrome)
10. L'Affaire de l'enlèvement du Père Noël (The Black Christmas Syndrome)
11. L'Affaire des pirates de l'espace (The Supermen in Black Syndrome)
12. L'Affaire des acteurs extra-terrestres (The Star System Syndrome)
13. L'Affaire de la lentille (The Blackguard Syndrome)

### Troisième saison (1999-2000)
1. L'Affaire des téléporteurs (The Worm-Guy Guy Syndrome)
2. L'Affaire du vaisseau englouti (The Cold Sweat Syndrome)
3. L'Affaire de la chambre forte (The Puppy Love Syndrome)
4. L'Affaire Atlantide (The Lost Continent Syndrome)
5. L'Affaire Diamond Back (The Way Out West Syndrome)
6. L'Affaire des petits de la reine (The Mine, Mine, Mine Syndrome)
7. L'Affaire du réacteur (The Bye-Bye Worm Syndrome)
8. L'Affaire du cristal à flux ionique (The Lights Out Syndrome)
9. L'Affaire Alpha (The Out to Pasture Syndrome)
10. L'Affaire du canon rétrécisseur (The Sardines and Ice Cream Syndrome)
11. L'Affaire du sceptre de Seclarien (The I Want My Mummy Syndrome)
12. L'Affaire de l'hypospray (The Baby Kay Syndrome)
13. L'Affaire des robots costumés (The Bad Doggie Syndrome)
14. L'Affaire des insectes géants (The 'J' is for James Syndrome)

### Quatrième saison (2000-2001)
1. L'Affaire du Beronga (The Musical Chairs Syndrome)
2. L'Affaire des gladiateurs (The Spartacus Syndrome / The Spectacle Syndrome)
3. L'Affaire de l'enlèvement du prince (The Back to School Syndrome)
4. L'Affaire de l'or noir (The Opening Gambit Syndrome)
5. L'Affaire du pouvoir des Worms (The Future's So Bright Syndrome)
6. L'Affaire du globe de Thazian (The Loose Ball Foul Syndrome)
7. L'Affaire de la sauce pimentée (The Hots for Jay Syndrome)
8. L'Affaire du cirque de l'univers (The Circus Parade Syndrome)
9. L'Affaire de la machine d'entraînement (The Virtual Crossfire Syndrome)
10. L'Affaire du reportage sur le MIB (The Bad Boys, Bad Boys Syndrome / The Breaking News Syndrome)
11. L'Affaire du super héros (The Zero to Superhero Syndrome)
12. L'Affaire de l'invasion : 1re partie (The Endgame Syndrome - Part 1)
13. L'Affaire de l'invasion : 2e partie (The Endgame Syndrome - Part 2)

## Commentaires
Cette série est censée continuer le film Men in Black avant le deuxième film.
De nombreuses incohérences apparaissent cependant, la plus grosse étant que K à la fin du premier film est neuralysé (rendu amnésique) par J.
Dans la VF, les titres d'épisodes commencent par le mot "affaire".